# دینام

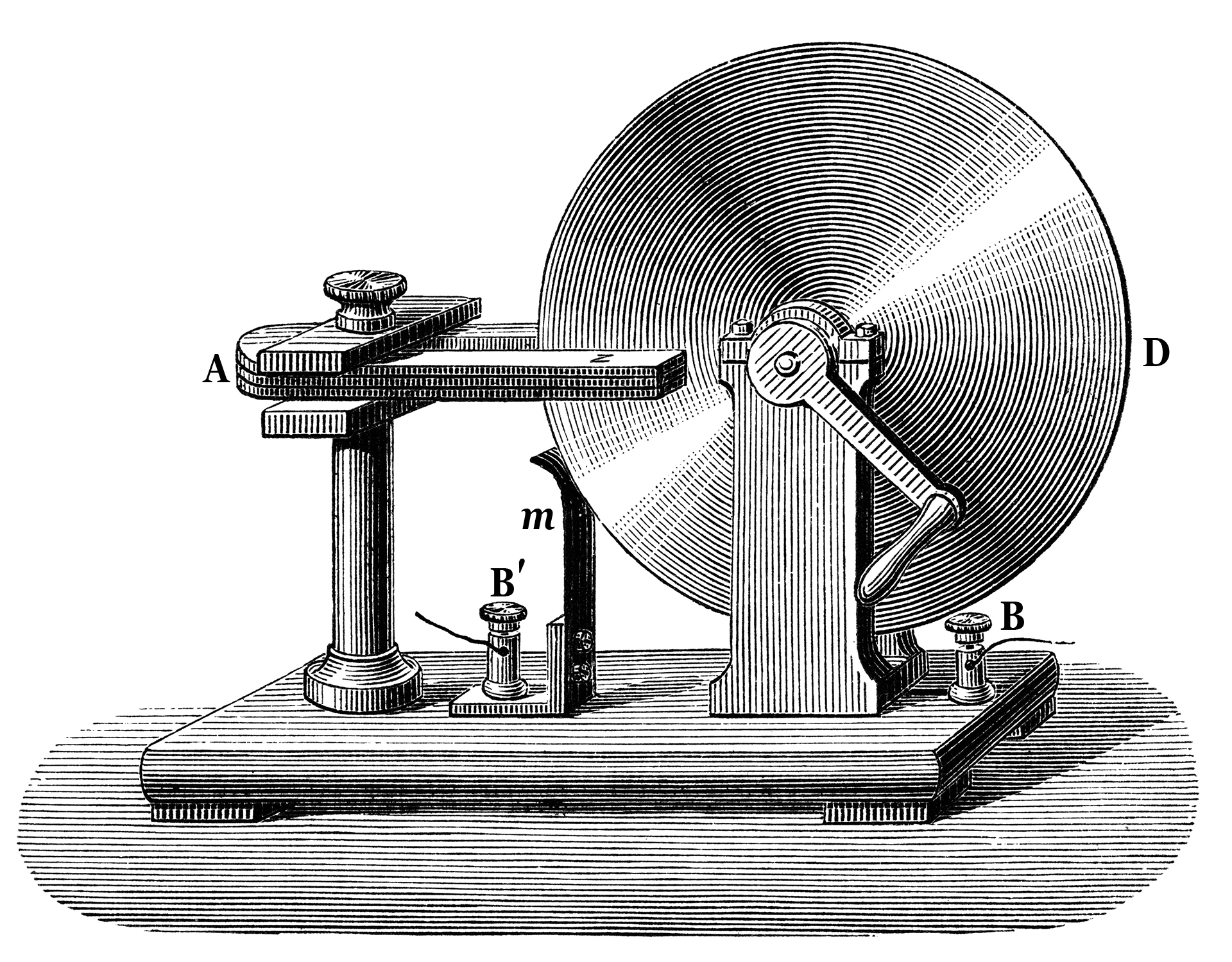
تصویر دیسک فارادی نخستین مولد الکتریکی

دینام (به فرانسوی: Dynamo) در واقع یک مولد الکتریکی است که با استفاده از کموتاتور ایجاد جریان مستقیم می‌کند. دینام‌ها جز نخستین ابزاری بودند که نیروی الکتریکی کارخانه‌ها را تأمین می‌کردند. ساختار و اساس دینام در ابزارهای که بعداً ساخته شده‌ای چون موتور الکتریکی، کنورتیسور دوار برقی و مولد هم‌زمان استفاده شد.
امروزه دینام‌هایی با ساختار کوچک به دلیل ارزان بودن، قابل اعتماد بودن و بهره‌وری بیشتر نسبت مقیاس‌های بزرگتر آن برتری دارند.

## لغت شناسی
لغت دینام اصالتاً نام دیگر مولد برق می‌باشد. یک مولد کوچک برق در یک دوچرخه دیده می‌شود.